# Hermann Matern
Hermann Matern (17 juin 1893 à Burg bei Magdeburg - 24 janvier 1971 à Berlin) est un homme politique communiste allemand (KPD), apparatchik du Parti socialiste unifié d'Allemagne et homme d'État de la République démocratique allemande.

## Biographie
Après la première guerre mondiale où il combat dans l'armée allemande en France, Hermann Matern adhère en 1918 au Parti social-démocrate indépendant d'Allemagne.
Il participe à la révolution de 1918-1919, du côté des spartakistes est élu par le conseil ouvrier commandant du régiment de Magdebourg. En 1919, il rejoint le KPD. En 1928-29, il se forme à l'École internationale Lénine pour occuper ensuite des postes d'encadrement dans le parti communiste à Magdebourg puis au niveau provincial. Il est élu en avril 1932 au parlement prussien.
Arrêté en 1933, à la suite de la prise de pouvoir des nazis, il s'échappe en septembre 1934 de la prison d'Altdamm et émigre en Tchécoslovaquie, puis en France via la Suisse. C'est en 1935, qu'il rencontre sa future épouse Jenny, qui le suivra dès lors et deviendra elle aussi une femme politique. Dans le district de Lutèce (1935 à 1936), il participe à la tentative de création d'un front populaire contre le régime nazi. Lors de l'instauration du régime de Vichy, il s'enfuit en Norvège et puis en Suède. Au printemps 1941, il s'installe à Moscou et rejoint le Nationalkomitee Freies Deutschland.
A la libération, il revient en Allemagne et participe, en Saxe, à la section provinciale du groupe Ulbricht laquelle est dirigée par Eugen Hanisch alias Anton Ackermann. Après la fusion du SPD et du KPD en zone d'occupation soviétique, il devient administrateur régional du Parti socialiste unifié (ou SED) pour la zone de Berlin. Il gravit alors les échelons jusqu'à devenir membre du bureau politique. En 1950, il est ainsi responsables des relations secrètes entre le SED et les communistes d'Allemagne de l'Ouest et élu à la chambre du peuple de 1949 à 1960, puis membre du Conseil national de défense de la RDA (en).

## Récompenses et distinctions
- 1953 et 1969 : Ordre de Karl-Marx
- 1955 : Ordre du Mérite patriotique de RDA
- 1967 : Étoile de l'amitié des peuples
- 1968 : Ordre de Lénine

Il a été enterré dans le mémorial des socialistes du cimetière central de Berlin et a eu un timbre à son effigie en 1973.